# تصفية العقارات
تصفية العقارات تشبه بيع العقارات حيث يكون الاهتمام أو الهدف الرئيسي هو تصفية العقارات (المنازل، والجراجات، والحظائر، والزرائب) من خلال منظمة لبيع العقارات مع القيام في الغالب بإضافة محتويات صندوق ودائع آمن أو أكثر، والأملاك الموروثة للعائلة والتي تكون قيمة للغاية، والتي لا يمكن تركها في منزل العائلة والعقارات والسيارات والقوارب وغير ذلك من وسائل الانتقال، بما في ذلك، على سبيل المثال لا الحصر، المنازل المتنقلة على عجلات والمركبات الترفيهية (RV) والحيوانات والماشية وغير ذلك من الأصول التي يمكن أن تشتمل عليها العقارات.
ورغم أنه من الضروري في معظم العقارات أن يتواجد سمسار عقاري لكتابة مستندات بيع العقارات، إلا أن معظم العناصر الأخرى لا تتطلب أي تراخيص أو تصريحات أخرى بخلاف التراخيص المحلية اللازمة لإدارة الأعمال في هذه المدينة أو المقاطعة أو الولاية التي تجري فيها عملية التصفية. وفي أغلب الأحوال، تعتمد العائلة على محامٍ للإشراف على عملية التصفية والحفاظ على الأمور القانونية فيما يتعلق بالأوراق المالية والأسهم التي يتم التداول عليها والاستثمارات التي تتم تصفيتها وأي ممتلكات فعلية يتم بيعها بشكل قانوني.
غالبًا ما تحدث عمليات تصفية العقارات مثل مبيعات العقارات، حيث يتيح القائمون على التصفية المنازل والعناصر التي يتم بيعها أمام العامة. ويقوم معظم القائمين على التصفية بفرض تكلفة بنسبة مئوية على صافي الأرباح.

## الفروق بينها وبين مبيعات العقارات
الفروق الرئيسية بين تصفية العقارات ومجرد بيع العقارات هو نطاق التضمين، والذي يمكن أن يتسع في حالة التصفية ليشمل الأوراق المالية والأسهم والممتلكات العقارية والمجوهرات الثمينة والعملات التي يتم اقتناؤها والفنون الجميلة. وغالبًا ما تقترن تصفية العقارات بالسماسرة والمحامين والمحاسبين العموميين المعتمدين (CPA) والمثمنين، في حين أن بيع العقارات يمكن أن يتم من خلال أي شخص يمتلك المعرفة بقيمة العناصر المتاحة في المنزل والمقتنيات ذات الصلة.